# Marwar Junction
Marwar Junction là một thị trấn thống kê (census town) của quận Pali thuộc bang Rajasthan, Ấn Độ.

## Nhân khẩu
Theo điều tra dân số năm 2001 của Ấn Độ, Marwar Junction có dân số 10.530 người. Phái nam chiếm 52% tổng số dân và phái nữ chiếm 48%. Marwar Junction có tỷ lệ 65% biết đọc biết viết, cao hơn tỷ lệ trung bình toàn quốc là 59,5%: tỷ lệ cho phái nam là 76%, và tỷ lệ cho phái nữ là 52%. Tại Marwar Junction, 16% dân số nhỏ hơn 6 tuổi.